# 霍卡 (明尼蘇達州)
霍卡（英語：Hokah，/ˈhoʊkə/ HOH-kə）是一個位於美國明尼蘇達州休斯頓縣的城市。

## 人口
根據2020年美國人口普查的數據，霍卡的面積為1.86平方千米，當中陸地面積為1.81平方千米，而水域面積為0.04平方千米。當地共有人口553人，而人口密度為每平方千米297人。